# Пехенько, Игорь Александрович
Игорь Александрович Пехенько (17 августа 1970 — 20 февраля 2014) — участник Евромайдана. Боец Небесной Сотни, Герой Украины (2014, посмертно).

## Биография
Закончил музыкальную школу. Служил на Урале во внутренних войсках. Рано потерял отца. Мать — заслуженный работник образования, работает в дошкольном учреждении. Увлекался книгами, спортом, археологией, часто ездил с институтом археологии НАН Украины в экспедиции. Работал в театре, зоопарке и цирке в Киеве. С 2000 года жил в Вышгороде вместе с родителями.

### На Майдане
30 ноября стоял на Майдане, был сильно избит,[кем?] после чего длительное время лечился. 17 февраля снова находился в эпицентре событий.[уточнить] Последний раз общался с матерью 18 февраля, в этот же день телефон отключил. Стреляли в Пехенько трижды,[кто?] тело было опознано друзьями в морге на Оранжерейной. Матери о гибели сына сообщили по телефону 22 февраля.

## Память
Прощание состоялось в 13.00 24 февраля в центре Вышгорода (возле памятника Борису и Глебу).

### Награды
- Звание Герой Украины с вручением ордена «Золотая Звезда» (21 ноября 2014, посмертно) — за гражданское мужество, патриотизм, героическое отстаивание конституционных принципов демократии, прав и свобод человека, самоотверженное служение Украинскому народу, обнаруженные во время Революции достоинства[1]
- Медаль «За жертвенность и любовь к Украине» (УПЦ КП, июнь 2015) (посмертно)[2]